# Inglesham
Inglesham è un piccolo villaggio e una parrocchia civile che si trova a circa 3 miglia a nord di Highworth e 2 a sud di Lechlade, nella contea del Wiltshire nel Sud Ovest dell'Inghilterra, Regno Unito. 

## Geografia

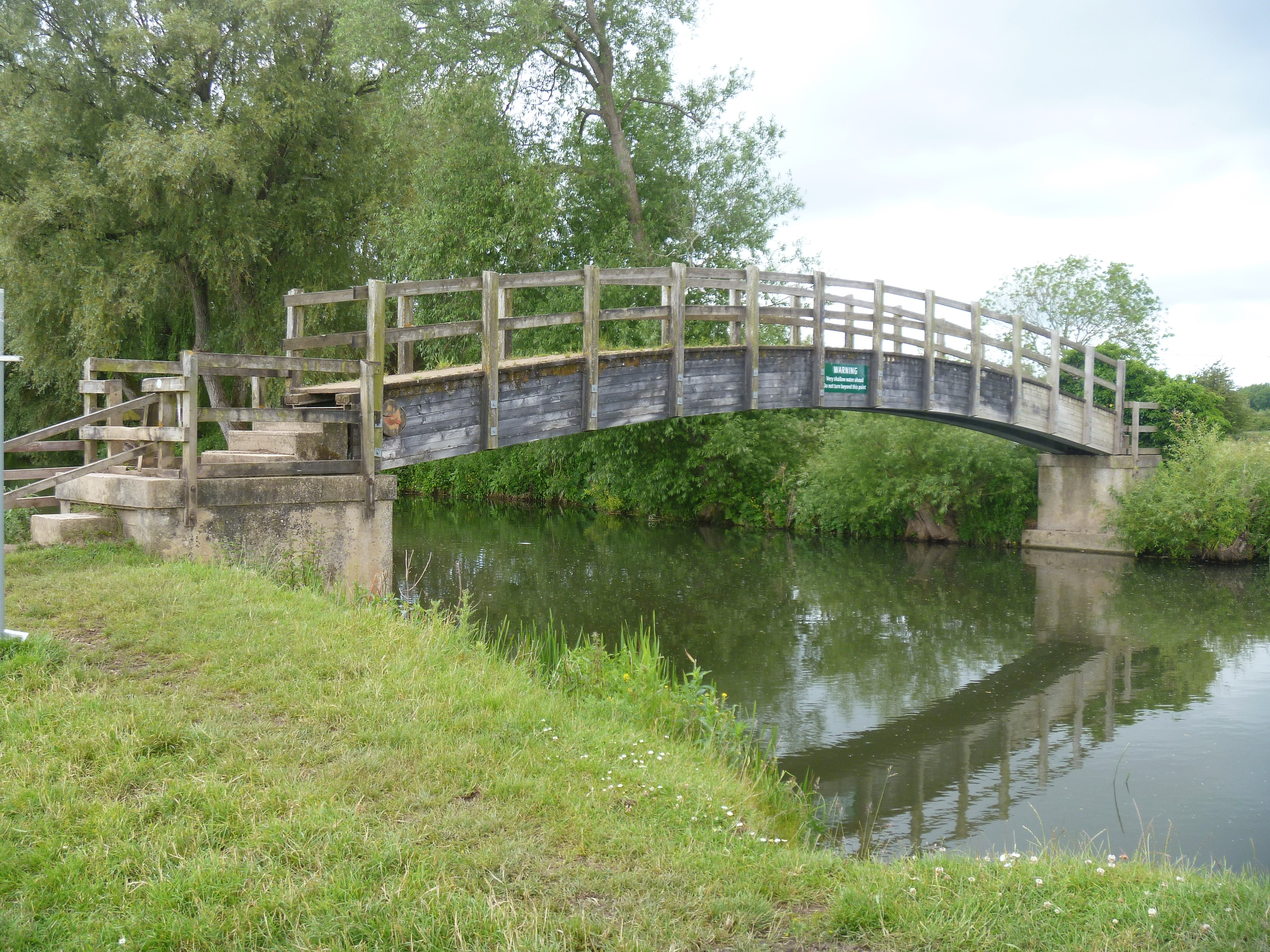
Ponte pedonale nel territorio di Inglesham

Il territorio della parrocchia civile di Inglesham occupa una superficie di 5.036 km² con un livello medio sul mare di circa 76 metri. La parrocchia costituisce l'angolo nord-orientale del Borgo di Swindon e della contea del Wiltshire, delimitata a ovest e a nord dal fiume Tamigi, che è anche il confine di contea con il Gloucestershire, e a est dal confine di contea con l'Oxfordshire. Il fiume Cole costituisce parte del confine orientale.Il terreno è prevalentemente costituito da prati e pascoli con molti attraversamenti di fiumi, canali e in alcuni casi sono presenti chiuse.

## Storia
Vi sono evidenze di insediamenti preistorici. Tra l'agosto e e il settembre 2014 è stata condotta da Cotswold Archaeology una valutazione archeologica a Lynt Farm, Upper Inglesham nel Wiltshire. Sono stati realizzati quaranta scavi. Nell'ambito dei lavori è stata completata una registrazione fotogrammetrica delle opere di terra esistenti, a crinale e a solco. La valutazione ha identificato resti archeologici databili dalla preistoria sino all'età moderna. I resti indicano il continuo utilizzo agricolo del sito, con tracce di recinti dell'età del Ferro, confini agricoli romani, un crinale e un solco medievali, un confine di campo post-medievale e una moderna strada sterrata. È stato identificato un fossato di confine isolato risalente alla media età del Bronzo. Quattro recinti dell'età del Ferro, tre dei quali molto probabilmente rappresentano antichi recinti per bestiame, sono stati registrati nella parte meridionale del sito. La funzione del quarto rimane incerta. Una buca per pali e una fossa, datate rispettivamente alla tarda preistoria e all'età del Ferro, sono state identificate nella parte settentrionale del sito. Sono stati identificati inoltre fossati e fosse di confine agricolo risalenti al periodo romano, che potrebbero fornire prove dell'adattamento di un'area agricola dell'età del Ferro al periodo dell'occupazione romana. Nella parte centro-orientale del sito sono stati identificati un crinale e un solco di probabile epoca medievale. Nella parte nord-orientale del sito sono stati identificati un fossato di confine post-medievale e un sentiero moderno. Sono stati identificati diversi elementi non datati, tra cui fossati, canaloni, fosse e buche per pali. È probabile che la maggior parte di questi elementi sia correlata all'uso agricolo del sito già durante l'età del Ferro oppure in epoca romana. Gli elementi nell'angolo settentrionale del sito potrebbero essere tuttavia posteriori al crinale e al solco medievali.
Altri resti, relativi a un insediamento medievale, sono stati individuati nella zona centrale del territorio di Inglesham. In passato una parte di questa parrocchia civile si trovava nella contea di Berks. Poiché la popolazione della parrocchia religiosa è esigua, ha un'assemblea parrocchiale anziché un consiglio parrocchiale.

## Monumenti e luoghi d'interesse

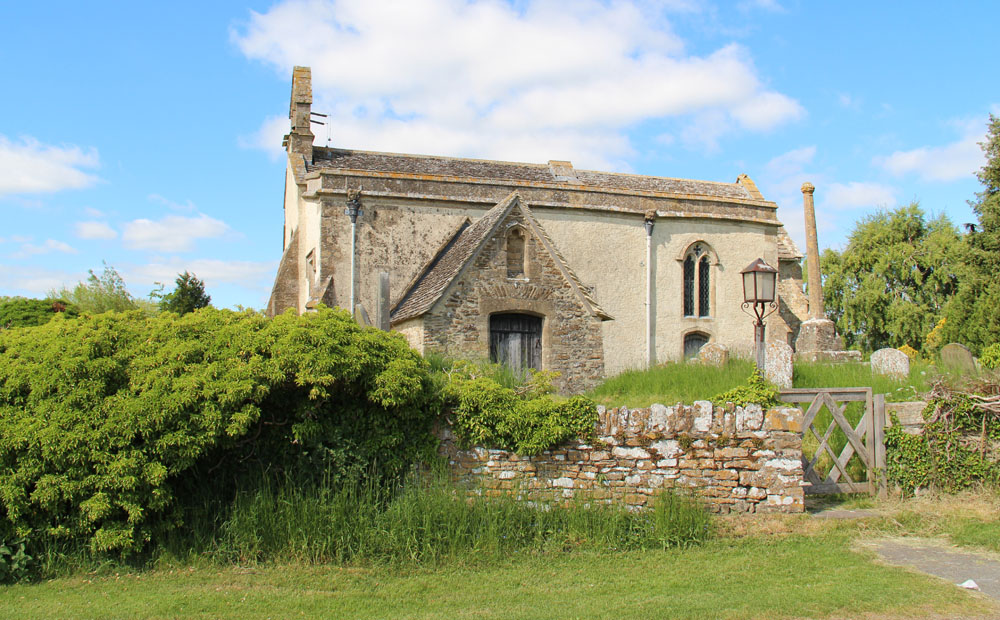
Chiesa di San Giovanni Battista

Nel territorio di Inglesham vi sono vari luoghi degni di interesse, il più importante è la sua chiesa. 
- Chiesa di San Giovanni Battista (in inglese Church of St John the Baptist). La ex chiesa parrocchiale anglicana risale al XIII secolo e sorge in posizione elevata lungo il corso del Tamigi. Fu l'architetto William Morris, che viveva nella vicina Kelmscott, a supervisionare il restauro del luogo di culto nel XIX secolo, assicurando che conservasse la sua originale identità medievale. Nella sala si conserva un'importante serie di dipinti, i più antichi risalenti al XIII secolo sino ad arrivare al XIX secolo. Spesso questi sono sovrapposti l'uno all'altro, in alcuni punti fino a sette strati di spessore. Sebbene non sia sempre facile decifrare i soggetti, si possono riconoscere  figure di angeli del XV secolo sopra l'arco del presbiterio. Sulla parete est della navata nord si conserva una tomba del primo XIV secolo e diversi testi del XIX secolo, oltre a un motivo in muratura del XIII secolo che occupa parte del presbiterio. Nella parete sud è incastonata un'insolita e imponente scultura sassone in pietra raffigurante la Madonna col Bambino. Le finiture in legno dei tetti, i paraventi del XV secolo, il pulpito e i banchi a cassetta del XVII e XVIII secolo sono tutti originali della chiesa, e la loro disposizione è ancora pressoché identica a quella che avrebbe avuto ai tempi di Oliver Cromwell. La chiesa anglicana apparteneva alla diocesi di Bristol e dal 26 gennaio 1955 è considerata un monumento classificato di primo grado per il suo particolare interesse storico e architettonico col numero 1023391.[7][8][9]
- Chiusa di Inglesham. Questa struttura è stata restaurata grazie a una campagna di raccolta fondi dell'Inland Waterways Association lanciata nel 2010, in seguito all'acquisizione del sito da parte della CCT nel 2009. I lavori sono stati eseguiti dal Waterway Recovery Group e dal KESCRG e i lavori sulla camera della chiusa sono stati completati nel 2019. Sebbene l'opera idraulica sia strutturalmente completa non sono ancora installate le paratoie, le pale e altre parti poiché il bacino sopra la chiusa è asciutto. La chiusa sarà operativa con l'installazione delle pompe per svuotarla, convogliando l'acqua nel bacino superiore. Circa 500 metri di canale in direzione est appartengono anch'essi alla CCT e i suoi volontari hanno ripulito il letto del canale dalla maggior parte degli alberi e della vegetazione. Il sentiero di alaggio, sul lato della chiusa dove si trova la rimessa, è stato ripristinato ed è stato creato un nuovo sentiero sulla riva opposta.[10]

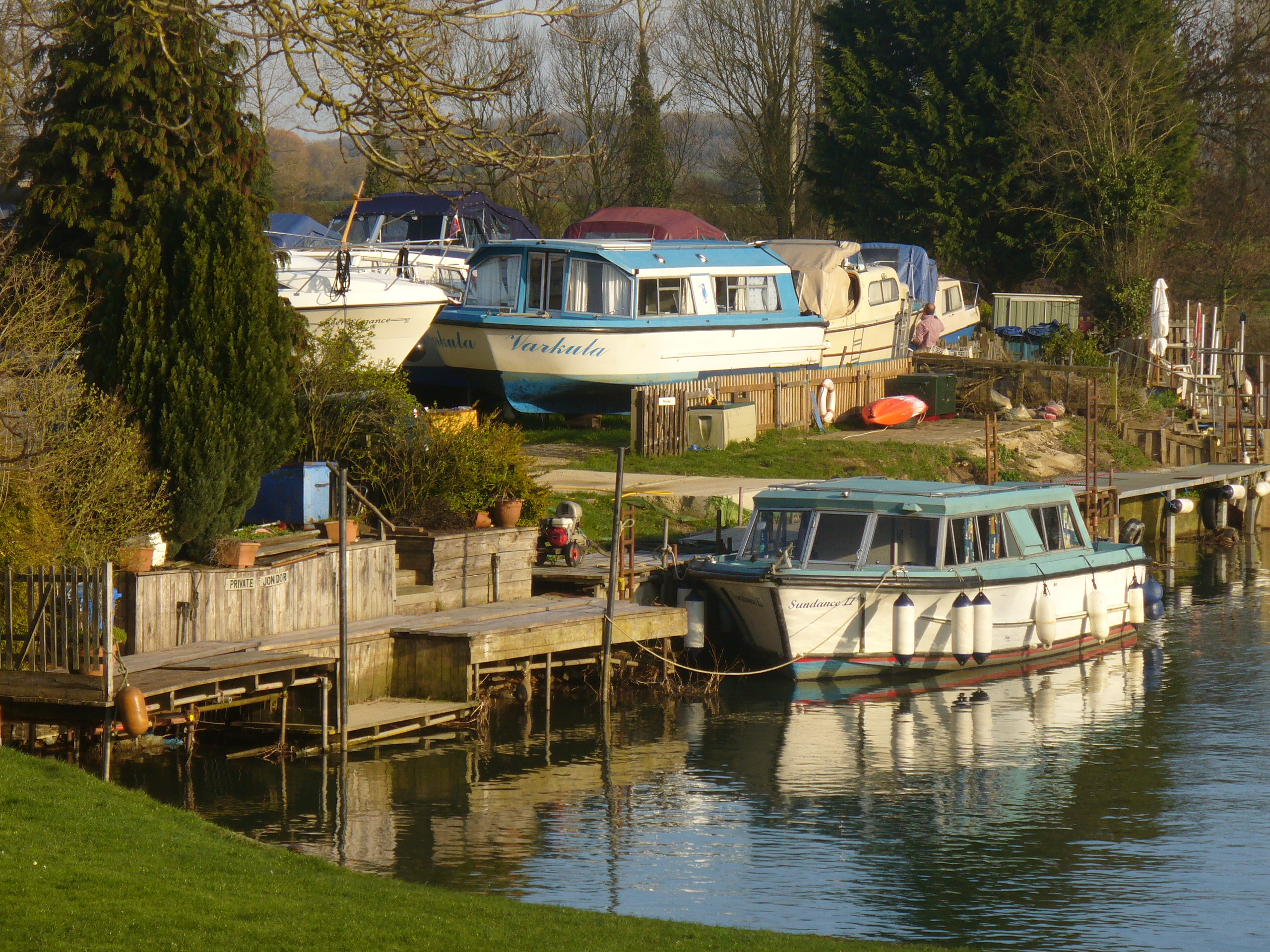
Barche presso il ponte di San Giovanni

## Geografia antropica
Oltre al villaggio principale di Inglesham è presente la frazione di Upper Inglesham. La maggior parte della popolazione vive nella frazione di Upper Inglesham, che si trova sulla strada principale a circa 2 km a sud del villaggio.

## Trasporti
Di particolare importanza sono i corsi d'acqua che bagnano il territorio e che permettono specialmente navigazione da diporto. La Round House di Inglesham viene spesso utilizzata dai diportisti come punto di riferimento per indicare il punto più a ovest in cui la maggior parte dei cabinati e delle chiatte possono navigare lungo il Tamigi, poiché oltre Inglesham il fiume diventa troppo intasato di vegetazione e troppo basso per una navigazione efficace.